# Maria Ribot
Pour les articles homonymes, voir Ribot.
Maria Ribot dite La Ribot, née le 19 juillet 1962 à Madrid, est une performeuse, danseuse et chorégraphe suisso-espagnole de danse contemporaine. Elle est également metteuse en scène, réalisatrice, artiste-vidéaste et enseignante.

## Biographie
Maria José Ribot Manzano, naît le 19 juillet 1962 à Madrid, en Espagne. Son père est un homme d'affaires.
Elle étudie à partir de l'âge de treize ans, en 1975, la danse classique dans sa ville natale de Madrid. Elle étudie ensuite auprès de Rosella Hightower à Cannes en France au début des années 1980. En 1984, elle s’installe à Madrid où elle travaille comme chorégraphe et crée sa première pièce, Carita de Angel, en 1985. En 1986, elle fonde avec Blanca Calvo le groupe Bocanada Danza qu'elle quitte en 1989. Commence alors sa carrière de danseuse/performeuse solo avec une pièce fondatrice Socorro! Gloria! (Striptease) en 1990, formant le noyau des « pièces distinguées », œuvres courtes et performances écrites de 1993 à 2000 dont certaines sont vendues 1000$, telles des œuvres d'art, à des « propriétaires distingués » qui achètent l'« instant de la danse » et, à ce titre, sont informés de la « vie » de leur pièce dans le monde et sont invités à chaque représentation. Le titre de ce projet est en hommage aux Trois Valses distinguées du précieux dégoûté d'Erik Satie. L'objectif de La Ribot est de réaliser 100 pièces distinguées, présentées en séries, la plupart du temps dans des musées ou des galeries. En 1993, elle crée la première série, 13 piezas distinguidas, puis poursuit ce travail en présentant, en 1997, une deuxième série intitulée Mas distinguidas. Elle continue ce principe jusqu'en 2000, avec sa dernière série Still Distinguished. Panoramix, performance qui regroupe toutes les séries de pièces distinguées est alors présentée à la Tate Modern de Londres en 2003, où la Ribot réside depuis 1997.
En 2004, elle s'installe à Genève avec son compagnon, le chorégraphe Gilles Jobin,, père de ses deux enfants. En plus de ses créations chorégraphiques, elle enseigne à la Haute école des beaux-arts et de design (HEAD) de Genève où elle crée avec ses collègues un département consacré aux arts vivants, le département Arts Action. Elle poursuit également son travail de chorégraphe et crée en 2004 40 Espontaneos, pièce dans laquelle elle met en scène 40 figurants. Elle mène aussi des projets de collaboration. En 2008, elle crée notamment Gustavia avec Mathilde Monnier et Cuarto de Oro avec Cristina Hoyos, célèbre danseuse de flamenco. Sa dernière création, Llámame mariachi, présentée en première mondiale à la Comédie de Genève est dans la continuité de ses autres travaux en vidéo comme Despliegue (2001), Travelling (2003) et Cuarto de Oro (2008), qui grâce à un seul plan séquence retracent une expérience visuelle proche de celle du danseur en action.

## Principales chorégraphies
- 1985 : Carita de ángel

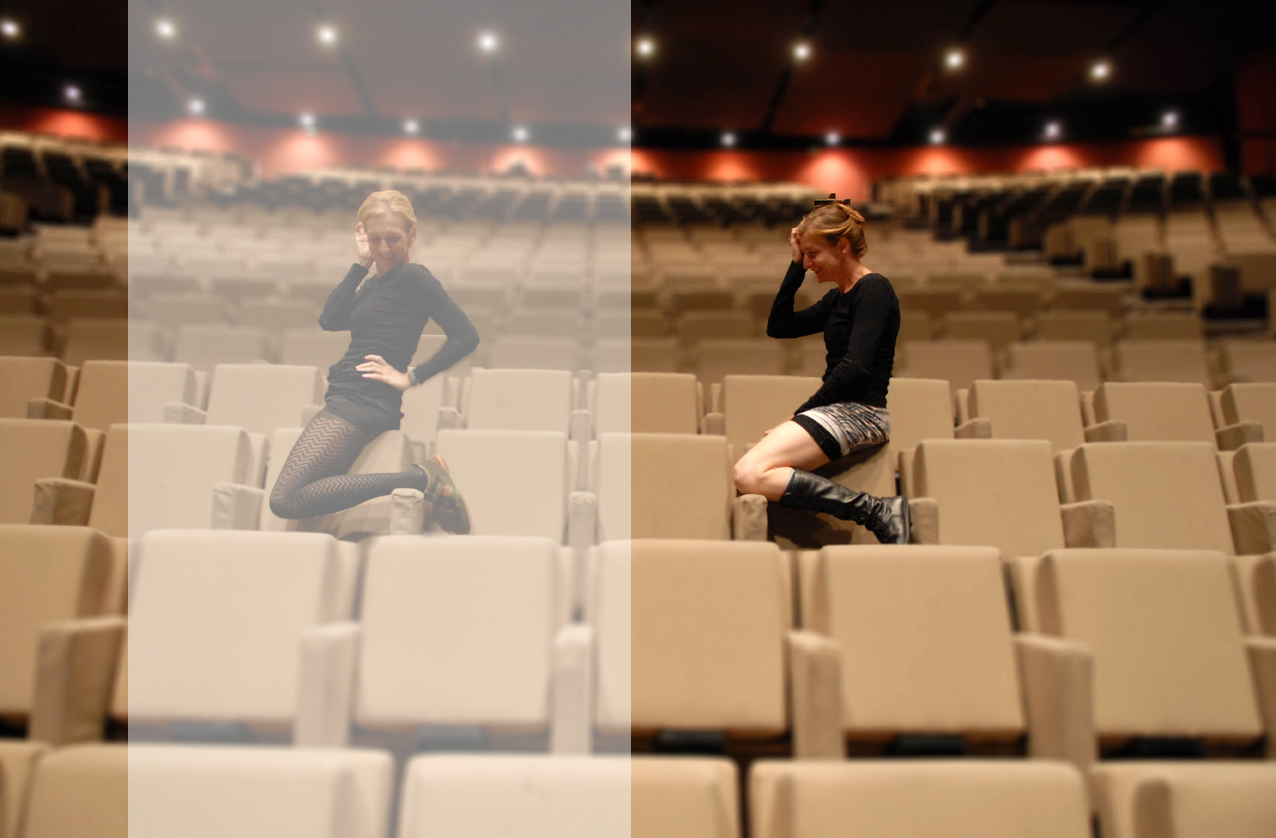
La Ribot (à droite) avec Mathilde Monnier en 2008 pour Gustavia dans la salle du Théâtre de la Ville à Paris

- 1986 : Bocanada en collaboration avec Blanca Calvo
- 1988 : Ahí va Viviana en collaboration avec Blanca Calvo
- 1990 : Socorro! Gloria! (Striptease)
- 1991 : 12 toneladas de plumas
- 1993 : El triste que nunca os vido
- 1993 : Los trancos del avestruz en duo avec Juan Loriente
- 1993 : 13 Piezas distinguidas première série des « Pièces distinguées »
- 1994 : Los trancos del avestruz en duo avec Juan Loriente
- 1995 : Oh! Sole! interprété en duo avec Juan Loriente
- 1997 : Más distinguidas deuxième série des « Pièces distinguées »
- 1997 : Dip Me in the Water en collaboration avec Gilles Jobin
- 1998 : Pressed Daily
- 1999 : El gran game
- 2000 : Still Distinguished troisième série des « Pièces distinguées »
- 2002 : Anna y las más distinguidas dansé par Anna Williams
- 2003 : Panoramix un spectacle anthologique qui rassemble les 34 « Pièces distinguées » issues des trois premières séries.
- 2004 : 40 Espontáneos
- 2006 : Laughing Hole
- 2008 : Gustavia duo créé et dansé avec Mathilde Monnier
- 2009 : Llámame Mariachi
- 2011 : PARAdistinguidas quatrième série des « Pièces distinguées »
- 2012 : Eeexeeexuuuutiooooons !!! pour le Ballet de Lorraine
- 2014 : El Triunfo de la libertad, co-creation avec Juan Domínguez et Juan Loriente
- 2016 : Pièce distinguée no 45
- 2016 : Another Distinguée cinquième série des « Pièces distinguées »
- 2016 : Distinguished Hits (1991-2000) compilation de « Pièces distinguées » et du solo Socorro! Gloria!
- 2017 : Retrospective au Tamz in August à Berlin
- 2018 : Happy Island
- 2019 : Constelacion, au Mercat de les Flors de Barcelone
- 2019 : Portrait[pas clair] au Festival d'Automne à Paris
- 2019 : Please Please Please cocréation avec Mathilde Monnier et Tiago Rodrigues

## Principales installations et œuvres vidéo
- 2000 : Purely Organic
- 2001 : Juanita Pelotari
- 2001 : Despliegue
- 2002 : Another Pa amb tomàquet
- 2003 : Traveling Olga / Traveling Gilles
- 2008 : Cuarto de Oro avec Cristina Hoyos
- 2009 : Mariachi 17
- 2010 : Walk the Chair
- 2014 : Beware of Imitations!
- 2014 : Film noir (2014-2017)
- 2017 : Walk the Bastards
- 2018 : Walk the Authors

## Filmographie
- 2022 : Last dance ! : elle-même[13]

## Prix et distinctions
- 1998 : Nommée au prix Paul-Hamly, Fondation des arts plastiques[réf. nécessaire]
- 2000 : Prix national espagnol de danse[14]
- 2015 : Médaille d'or pour le mérite des Beaux-Arts[pas clair], Espagne[réf. nécessaire]
- 2019 : Grand Prix suisse de la danse[6]
- 2019 : Prix de la culture en arts plastiques de la Communauté de Madrid, Espagne[réf. nécessaire]